# 白石聖
白石 聖（しらいし せい、1998年8月10日 - ）は、日本の女優。神奈川県出身。芸映プロダクションを経て、フラーム所属。

## 来歴
高校2年の夏休みに、原宿の竹下通りでスカウトされ、芸能活動をスタート。
2016年6月にドラマ『AKBラブナイト 恋工場』（テレビ朝日）で女優デビュー。
2017年9月から撮影開始された、ドラマ『I"s』のヒロインの葦月伊織に約700名の中から選ばれる（放送は2018年12月から）。
2018年4月スタートの『白石聖のわたくしごとですが…』（文化放送）で初めてラジオパーソナリティを務める。
2019年、“美少女タレントの登竜門”とも言われる結婚情報誌『ゼクシィ』（リクルート）CMガールの12代目に起用される。
2019年3月放送の『福岡恋愛白書14 天神ラブソング』（九州朝日放送）で、地上波ドラマ初主演。
2020年8月スタートの『恐怖新聞』（東海テレビ・フジテレビ系）で、連続ドラマ初主演。
2020年10月10日、ファースト写真集『白石聖 2016-2020』（ワニブックス）を発売。
2025年5月11日、芸能事務所フラームへの移籍を発表した。
2026年放送のNHK大河ドラマ『豊臣兄弟!』への出演が予定されていた永野芽郁が降板となったことを受け、2025年5月22日に白石の代役起用が発表された。

## 人物
- 愛称は「聖ちゃま」[15]。
- 中学生の時は吹奏楽部でドラムを演奏しており、高校時代には軽音楽部に所属し短期間組んだバンドではギターを演奏していた[16]。この経験を下敷きにドラマ『福岡恋愛白書14 天神ラブソング』、『時をかけるバンド』では劇中の演奏を自身で行っている[17]。
- ルックスから"癒やし系"と評されることも多いが、素の本人は「全然癒やし系じゃない」という[18]。
- 元々は人前で喋るのが苦手で裏方の作業の方が好きだったと語っている[19]。
- 事務所に所属した当時は声優になることが夢で、女優になった現在も声の仕事やナレーションの仕事への憧れを持っている[19][20][21]。「私もオタク気質がある」と語っている[22][23]。

## 趣味・特技
- 趣味は、買い物[1]、イラスト[24][25][26]。
- 特技は書道、ドラム[1]。
- アニメや漫画（特に『銀魂』、『うたの☆プリンスさまっ♪』[27]）が好きである[28][22]。
- 好きなアーティストにはクリープハイプ、椎名林檎、大森靖子、ORANGE RANGE、アニメソングを挙げている[16]。

## 受賞歴
- 第15回「コンフィデンスアワード・ドラマ賞」新人賞（『絶対正義』）[29]

## 出演

### テレビドラマ
- AKBラブナイト 恋工場 第13話 噂の転校生（2016年6月2日、テレビ朝日） - リカ 役[4]
- 仰げば尊し（2016年7月17日 - 9月11日、TBS） - 十亀聖 役[30]
- 孤独のグルメ Season6 第4話（2017年4月29日、テレビ東京） - みゆ 役[31]
- 植木等とのぼせもん 第2回・第5回（2017年9月9日・30日、NHK総合）
- 先に生まれただけの僕 第7話・第8話（2017年11月25日・12月2日、日本テレビ） - 加賀谷瑠美 役[32]
- Missデビル 人事の悪魔・椿眞子（2018年4月14日 - 6月16日、日本テレビ） - 藤堂真冬 役[33]
- PRINCE OF LEGEND（2018年10月4日 - 12月6日、日本テレビ） - ヒロイン・成瀬果音 役[34]
- キミの墓石を建てに行こう。（2018年10月28日、フジテレビONE/TWO/NEXT） - ヒロイン・石川奈々 役[35]
- I"s（2018年12月21日 - 2019年4月26日、全13話、BSスカパー! ） - ヒロイン・葦月伊織 役[36][37][38]
- スキャンダル専門弁護士 QUEEN 第3話（2019年1月24日、フジテレビ） - 相馬紀子 役[39]
- 絶対正義（2019年2月2日 - 3月24日、東海テレビ） - 高規範子（高校時代）、高規律子 役[40]
- 福岡恋愛白書14 天神ラブソング（2019年3月22日、九州朝日放送） - 主演・緒方未来 役[41]
- だから私は推しました（2019年7月27日 - 9月14日、NHK総合） - 栗本ハナ 役[42]
- 世にも奇妙な物語 '19秋の特別編「恵美論」（2019年11月9日、フジテレビ） - 主演・吉村恵美 役
- シロでもクロでもない世界で、パンダは笑う。（2020年1月12日 - 3月15日、読売テレビ） - 佐島あずさ 役[43]
- 福井発 地域ドラマ シューカツ屋（2020年2月26日、NHK BSプレミアム） - 花岡真実 役
- 絶対零度〜未然犯罪潜入捜査〜 AFTER STORY（2020年3月23日、フジテレビ） - 月村真美 役
- オトナの土ドラ「恐怖新聞」（2020年8月29日 - 10月10日、東海テレビ・フジテレビ） - 主演・小野田詩弦 役[10]
- あのコの夢を見たんです。 第8話「嫉妬の向こう側」（2020年11月21日、テレビ東京） - ヒロイン・白石聖（本人）役[44]
- やっぱりおしい刑事（2021年3月7日 - 4月25日、NHK BSプレミアム） - 美良山来海 役[45]
- ガールガンレディ（2021年4月7日 - 6月9日、毎日放送） - 主演・立花小春 役[46]
- 推しの王子様（2021年7月15日 - 9月23日、フジテレビ） - 古河杏奈 役[47]
- しもべえ（2022年1月7日 - 3月25日、NHK総合） - ヒロイン・鴨志田ユリナ 役[48]
  - しもべえ 特別版（2022年9月25日 - 11月13日 、NHK BSプレミアム）
- ファーストステップ〜世界をつなぐ愛のしるし（2022年3月27日、BSよしもと） - 主演・吉沢みづき 役[49]
  - ファーストステップ2〜世界をつなぐ勇気の言葉〜（2023年3月25日）[50]
  - ファーストステップ3〜世界をつなぐ平和への願い〜（2024年3月23日）[51]
- カナカナ（2022年5月16日 - 6月30日、NHK総合） - 沙和 役[52]
- 大奥「8代・徳川吉宗×水野祐之進 編」（2023年1月10日 - 3月14日、NHK総合） - お信 役[53]
- スタンドUPスタート 第7話（2023年3月1日、フジテレビ） - 永野凛子 役[54]
- とりあえずカンパイしませんか?（2023年3月2日 - 3月23日、テレビ東京） - 主演・香山花火 役[55]
- 合理的にあり得ない〜探偵・上水流涼子の解明〜 第2話 - 最終話（2023年4月24日 - 6月26日、関西テレビ・フジテレビ） - 諫間久実 役[56]
- 何曜日に生まれたの 第6話 - 最終話（2023年9月17日 - 10月8日、朝日放送テレビ・テレビ朝日） - アガサ 役[57]
- フェルマーの料理（2023年10月20日 - 12月22日、TBS） - 魚見亜由 役[58]
- 連続ドラマW OZU 〜小津安二郎が描いた物語〜 第1話「出来ごころ」（2023年11月12日、WOWOW） - 春江 役[59]
- 新空港占拠（2024年1月13日 - 3月16日、日本テレビ） - 犬 / 岩槻澪 役[60][61][62][63]
- しょせん他人事ですから 〜とある弁護士の本音の仕事（2024年7月19日 - 9月13日、テレビ東京） - 加賀見灯 役[64]
- Shrink-精神科医ヨワイ- 第3話（2024年9月14日、NHK総合・NHK BSプレミアム4K） - 小山内風花 役
- 潜入兄妹 特殊詐欺特命捜査官 第2話 - 最終話（2024年10月12日 - 12月14日、日本テレビ） - 朱雀 役[65]
- 大河ドラマ 豊臣兄弟!（2026年放送予定、NHK） - 直 役[14]

### 配信ドラマ
- 時をかけるバンド（2020年8月19日配信開始、全10話、FOD） - 江花有希 役[66][67]
- 幽☆遊☆白書（2023年12月14日配信開始、Netflix） - 雪村螢子 役[68]
- 私の夫と結婚して（2025年6月27日配信開始、Amazon Prime Video） - 江坂麗奈 役[69]

### 映画
- きょうのキラ君（2017年2月25日）[70]
- ハルチカ（2017年3月4日） - 清水佑香 役[71]
- ショートムービー「リルティング」（2017年3月12日 - 5月13日） - 百子 役[72]
- 女々演（2018年3月24日）
- 栞（2018年10月26日） - 高野遥 役[73][74]
- PRINCE OF LEGEND（2019年3月21日） - ヒロイン・成瀬果音 役[34]
- 半径1メートルの君〜上を向いて歩こう〜「まわりくどい二人のまわりくどい気持ちの伝え方は大胆でむしろまわりくどい」（2021年2月26日、KATSU-do） - しおり 役[75][76]
- 胸が鳴るのは君のせい（2021年6月4日）- ヒロイン・篠原つかさ 役[77]

### バラエティ
- 痛快TV スカッとジャパン（フジテレビ）
  - 胸キュンスカッと レンズ越しの初恋（2017年7月24日） - 水原あおい 役[78]
  - 胸キュンスカッと 二人だけの合唱練習（2018年2月26日） - 渡辺貴美子 役[79]
  - 波乱万丈だった娘の失恋（2020年1月27日） - 新井紗奈 役
  - ある家族の感動実話（2020年11月23日）- 高木夏菜 役
- オリガミの魔女と博士の四角い時間 スペシャル「鶴に願いを」（2018年12月29日、Eテレ） - 姫 役[80]
- スクール革命!（2019年4月28日 - 、日本テレビ） - 生徒（準レギュラー）
- プレバト!!（2023年10月19日、MBS） - 水彩画特待生

### ドキュメンタリー
- ザ・ノンフィクション「情念の男～ギリヤーク尼ケ崎～」（2019年4月14日、フジテレビ） - ナレーション担当[81]

### CM
- モスバーガー「かさばる理由」篇（2017年3月 - ）[82]
- ポケモンカードゲーム 拡張パック第三弾 唇篇（2017年7月11日 - ）[83]
- キリン 午後の紅茶
  - 「おちつけ、恋心。」篇（2017年8月11日 - ）[84]
  - 「あいたいって、あたためたいだ。18冬」篇（2018年12月5日 - ）[85]
- LINE クラウドAIプラットフォーム「LINE Clova クマとタヌキ」篇（2017年9月5日）[86]
  - LINE MUSIC LINE Xmas 2018 「back number解禁」篇、「何百通ぶん、好きです。」篇（2018年12月7日 - ）
- XFLAG モンスターストライク 「ミッキーＸモンスト」2人の好きがコラボする篇 / 初デートはモンストでした篇（2018年9月14日 - ）[87][88]
- ガスト 麺屋ガスト「メン喰らってください」篇（2019年2月14日 - ） - クルー 役 ※山崎育三郎、森絵梨佳と共演[89]
- リクルート「ゼクシィ」（2019年4月 - 2020年3月）[8]
- 花王 Curél「花王 キュレル スプレー誕生」篇（2020年4月11日 - ）[90]
- CJ FOODS JAPAN 美酢（ミチョ） 「#美酢活で美ルーティーン」篇・「いつでも#美酢活」篇（2023年3月25日 - ）[91]
- エニトグループ マッチングアプリ「with」（2023年10月13日 - ）※綱啓永と共演[92]

### webムービー
- レオパレス21 - 娘 役
  - 「つながり〜父娘編〜」（2017年3月1日 - ）[93]
  - 「つながっている、ずっと」父・娘篇（2018年2月27日 - ）[94]
- ＆美少女〜NEXT GIRL meets Tokyo〜 meets11（2017年6月21日 - 2018年4月4日、FOD[注 1]） - 佐久間留美 役
- 竹内まりや40周年アルバムショートムービー Turntable（2019年8月21日 - 9月3日、YouTube）[95]
- DAM CHANNEL（2020年4月12日 - 、DAM） - 17代目MC[96]

### MV
- The Super Ball「明日、君の涙が止む頃には」（2017年2月15日）[97][98]
- 湘南乃風「ダンシングマップ / Summer Holidays」（2017年7月28日）[99]
- Brian the Sun「the Sun」（2018年1月25日） - 小日向陽子 役[100]
- CIVILIAN「何度でも」（2017年8月8日）[101]
- SHE'S「The Everglow」（2018年11月14日）[102]
- 白石聖(SHINO)「モットー。」福岡恋愛白書14 Special Music Video（2019年3月9日、KBC九州朝日放送）[103]
- 白石聖(SHINO)「ロンリー」福岡恋愛白書14 Special Music Video（2019年3月11日、KBC九州朝日放送）[104]
- 白石聖(SHINO)「タカラモノ」福岡恋愛白書14 Special Music Video（2019年3月15日、KBC九州朝日放送）[105]
- Hey! Say! JUMP「ビターチョコレート」（2022年8月24日）[106]
- YOAKE「サムネ」（2022年11月30日）[107]
- indigo la End「夜凪 feat.にしな」（2025年1月17日）[108]

### webマガジン
- LoGiRL「髪は短し恋せよ乙女」 第85回 - 第87回（2017年3月6日 - ）[109]
- HOUYHNHNM 路地裏てぃーん。 9人目（2017年4月14日 - ）[110]

### ラジオ
- 白石聖のわたくしごとですが…（2018年4月3日 - 2022年3月18日[注 2]、文化放送） - パーソナリティ[7]

### ラジオドラマ
- FMシアター（NHK-FM）
  - 「これは、私の落とし噺」（2021年1月9日） - 真夏 役　[111]
  - 「さよならダイヤル」（2023年10月14日） - 美月 役[112]
- 青春アドベンチャー （NHK-FM）
  - 「かがみ池のからくり」（2022年2月7日 - 18日） - 鳥留つむぎ 役[113]

## 書籍

### 写真集
- 白石聖 2016-2020（2020年10月10日、ワニブックス、撮影：西田幸樹）ISBN 978-4-8470-8325-9[11][12]

### カレンダー
- 白石聖 カレンダー 2019 - 2020（2019年3月1日、ワニブックス）ISBN 978-4-8470-8188-0[114]
- 白石聖 カレンダー 2020 - 2021（2020年3月10日、ワニブックス）ISBN 978-4-8470-8284-9[115]

### 連載
- CMNOW（vol.206、2020年8月7日 - 、玄光社） - 「聖なる声」[116]

## Works
- GU OFFICIAL Instagramにモデルとして出演[117]
- 第25回参議院議員通常選挙　神奈川県イメージキャラクター[118]
- 第57回宣伝会議賞イメージキャラクター就任[119]
- 日本損害保険協会 2020年度全国統一防火ポスター[120]